# Peter Kahane
Peter Klement Kahane (Praga, 30 de maig de 1949) és un director de cinema i guionista alemany.

## Biografia
Fill del periodista Max Kahane i de l'artista Doris Kahane, va néixer a Praga perquè el seu pare era corresponsal estranger. Va passar la seva infantesa des de 1950 fins als 8 anys a Berlín Est. Després es va traslladar amb la família a l'Índia, on el seu pare treballava com a corresponsal asiàtic. El 1959 Peter Kahane va tornar a la RDA, va viure i estudiar durant cinc anys en un alberg d'estudiants a Cöthen, un districte de Falkenberg a Brandenburg. Va tornar a Berlín quan tenia gairebé 16 anys, es va graduar a la EOS Heinrich Schliemann el 1967 i al mateix temps va completar un aprenentatge com a un instal·lador de sistemes de refrigeració pel que va obtenir un certificat de treballador qualificat, una peculiaritat del sistema escolar de la RDA en aquell moment.
De 1967 a 1971 va estudiar a la Universitat Humboldt de Berlín i es va graduar amb un diploma com a professor de francès i rus. El 1973 va començar a treballar com a ajudant de direcció a l'estudi DEFA de llargmetratges.
Després del seu servei militar bàsic amb l'NVA de 1974 a 1975, va estudiar direcció a la Universitat de Cinema i Televisió de la RDA fins al 1979. Per a la seva darrera pel·lícula, el documental de 20 minuts de durada Trompete, Glocke, letzte Briefe, va rebre el Premi FIPRESCI a l'IFF de Leipzig el 1978.
Després de graduar-se, va debutar al llargmetratge l'any 1983 amb 'Weiberwirtschaft. Les seves pel·lícules següents Ete und Ali (1985) i Vorspiel (1987) van donar una visió realista de la realitat de la vida dels joves de la RDA. En la seva darrera pel·lícula de la RDA, Peter Kahane, a Die Architekten, descriu sense paràmetres l'actitud depriment cap a la vida de la seva generació, d'haver fracassat a causa de les realitats malgrat els seus millors esforços. El rodatge va començar el setembre de 1989; la pel·lícula només es va estrenar als cinemes de la RDA el maig de 1990.
Després de 1989, Peter Kahane va fer nombroses pel·lícules de televisió. També va escriure guions, entre ells: per a sèries de televisió com Peter Strohm, Polizeiruf 110 i Stubbe – Von Fall zu Fall, i també va dirigir diverses vegades. Entre altres coses, van ser creades per al cinema Bis zum Horizont und weiter (1998), Tamara (2007), Die Rote Zora (2008) i Als wir die Zukunft waren (2015).
El 2023 va ser membre del jurat del Berlinale per al Premi Heiner Carow a la Perspektive Deutsches Kino.
Kahane viu a Berlín, està casat i té dos fills. El seu fill gran Tamás Kahane és compositor. L'autora Anetta Kahane és la seva germana petita.

## Filmografia
- 1974: Die eigene Haut (actor)
- 1977: Siebzehn Jahre alt (també guió)
- 1977: Trompete, Glocke, letzte Briefe (també guió)
- 1979: Des Lebens Überfluß
- 1983: Weiberwirtschaft
- 1985: Ete und Ali
- 1987: Vorspiel (també coautor del guió)
- 1990: Die Architekten (també coautor del guió)
- 1992: Cosimas Lexikon (també guió)
- 1994: Polizeiruf 110 – Kiwi und Ratte (nur guionista)
- 1998: Bis zum Horizont und weiter
- 2000: Teuflischer Engel (també guió)
- 2000: Polizeiruf 110: Tote erben nicht (guionista)
- 2001: Polizeiruf 110: Die Frau des Fleischers
- 2002: Stubbe – Von Fall zu Fall: Das vierte Gebot
- 2003: Eine Handvoll Briefe
- 2003: Ein Vater für Klette (també guió)
- 2004: Das blaue Wunder (també guió)
- 2005: Meine große Liebe
- 2005: Eine Mutter für Anna
- 2006: Polizeiruf 110: Tod im Ballhaus (guionista)
- 2006: Ein Toter führt Regie (també guió)
- 2006: Eine Liebe in Königsberg (també guió)
- 2007: Eine Liebe in Kuba
- 2007: Tamara
- 2008: Stubbe – Von Fall zu Fall: Dritte Liebe
- 2008: Die Rote Zora
- 2008: Meine schöne Nachbarin (també guió)
- 2015: Polizeiruf 110: Ikarus
- 2015: Als wir die Zukunft waren (també guió)
- 2021: Stubbe – Von Fall zu Fall: Tödliche Hilfe (només guionista)

## Premis
- 1985: Premi Max Ophüls: Premi del Jurat Interfilm per Ete und Ali
- 1988: Premi Max Ophüls: Premi de l'Alcalde per Vorspiel
- 1990: Premi Especial al 6è Festival Nacional de Llargmetratges de la RDA per Die Architekten
- 1990: Premi de la Katholischen Filmkommission de la RDA per Die Architekten